# Лазарево (Баня-Лука)
Лазарево (серб. Лазарево) — поселение в Баня-Луке (Республика Сербская, Босния и Герцеговина).
Здесь расположен Институт сельского хозяйства Республики Сербской.

## Галерея

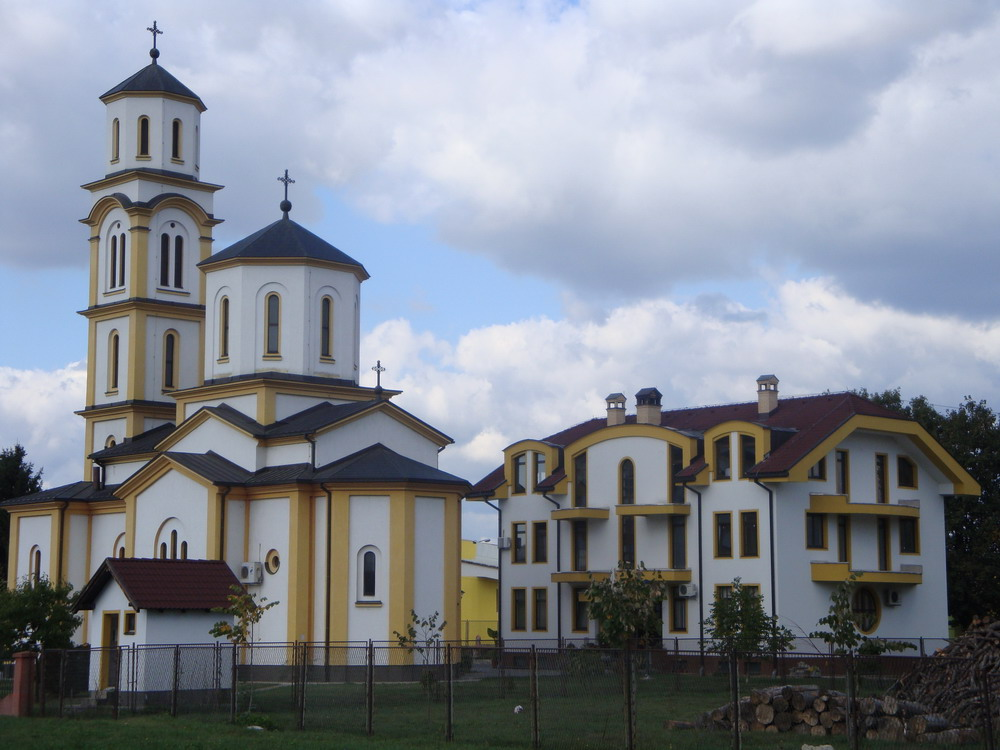